# Atlético Clube Alcanenense
El AC Alcanenense es un equipo de fútbol de Portugal que juega en la Liga Regional de Sartarém, la cuarta liga de fútbol más importante del país.

## Historia
Fue fundado en el año 1942 en la ciudad de Alcanena y lo más alto que habían llegado en la estructura del fútbol portugués había sido la Tercera División de Portugal en la década de los años 1990, luego de pasar el periodo anterior a los años 1990 en las ligas regionales. Su mayor logro ha sido obtener el ascenso al Campeonato Nacional de Seniores en la temporada 2013/14, con lo que fue uno de los equipos fundadores de la nueva liga hecha tras la fusión de la Segunda División de Portugal con la Tercera División de Portugal.
El club cuenta con secciones en otros deportes como balonmano y karate.

## Palmarés
- Tercera División de Portugal: 0
  - Finalista: 1

1995/96